# Присяжнюк Микола Володимирович
Мико́ла Володи́мирович Присяжню́к (нар. 13 січня 1960, с. Ксаверів, Малинський район, Житомирська область) — Міністр аграрної політики та продовольства України з 11 березня 2010 до 27 лютого 2014. Член Партії Регіонів.
Кандидат технічних наук. Втік за кордон і переховується від слідства.

## Біографія
Виріс у родині агронома та вчительки української мови.
Закінчивши 1977 року Скуратівську середню школу, вступив до технічного училища в Києві, після закінчення якого працював на київському заводі «Кристал».
1979–1981 — проходив строкову службу у Збройних силах СРСР.
З 1981 працював у м. Єнакієве Донецької області монтажником у тресті «Єнакієвометалургбуд», потім — на шахті «Ольховатська» (об'єднання «Орджонікідзевугілля»), де, почавши від гірничого робітника, дійшов до заступника директора (1985).
1986–1988 — працював головним технологом капітального будівництва виробничого об'єднання «Орджонікідзевугілля». У цей час познайомився з Віктором Януковичем, тоді директором автобази ВО «Орджонікідзевугілля».
Згодом став активним учасником кооперативного руху, створив і очолював низку підприємств, обіймав керівні посади у великих міжнародних компаніях.
2000 — здобув спеціальність «промислове та цивільне будівництво» у Донбаському гірничо-металургійному інституті.
20 жовтня 2002 — склав присягу державного службовця.
У жовтні 2002 призначений 1-м заступником голови Житомирської обласної державної адміністрації.
2003 — закінчив Національну академію державного управління при Президентові України, магістр державного управління.
2005 — обраний головою правління та головою ради Національної асоціації виробників м'яса та м'ясопродуктів України.
З 23 листопада 2007 року має 1-й ранг державного службовця.
Народний депутат України V—VI скликань. На парламентські вибори 2006 року пішов разом з Партією регіонів (№ 99 виборчого списку) і отримав мандат народного депутата України V скликання. Був обраний до Комітету Верховної Ради з питань екологічної політики, природокористування та ліквідації наслідків Чорнобильської катастрофи. На дострокові вибори Верховної Ради-2007 знову пішов у складі ПР (№ 113 виборчого списку) і став народним депутатом України VI скликання. Був обраний на посаду голови парламентського Комітету з питань аграрної політики та земельних відносин. Також входив до складу тимчасової слідчої комісії з розслідування обставин неефективного управління держмайном в АПК.
Листопад 2007 — березень 2010 — голова Комітету Верховної Ради України з питань аграрної політики та земельних відносин. У Верховній раді України відстоював інтереси національних виробників с/г продукції та соціально незахищених верств жителів Житомирщини.
11 березня 2010 — призначений на посаду Міністра аграрної політики України.
9 грудня 2010 — призначений на посаду Міністра аграрної політики та продовольства України.
24 грудня 2012 — призначений на посаду Міністра аграрної політики та продовольства України.

## Діяльність на посаді міністра

Країни, в яких Микола Присяжнюк потрапив під санкції

У статті «Аграрна стратегія України» висловив своє комплексне бачення розвитку аграрного ринку та сільського господарства України, земельної реформи та підтримки українського виробника. Налагодив співпрацю з Китаєм в аграрній сфері, досягнув домовленості з іноземними банками про кредитування українського виробника аграрної продукції.
З ініціативи М.Присяжнюка розпочато формування кадастрового реєстру виноградників. За даними Мінагрополітики, 2010 року Міністерство компенсувало 100 % витрат на створення виноградників.
Під час робочого візиту до Росії у лютому 2012 року М.Присяжнюк домовився про значне збільшення експорту м'яса виробництва українських підприємств до Російської Федерації.
На початку 2012 доручив невідкладно розробити Концепції розвитку сільських територій.
5 квітня 2014 року Генеральна прокуратура України звернулася до суду з проханням обрати запобіжний захід колишньому міністру аграрної політики і продовольства України Миколі Присяжнюку у вигляді утримання під вартою. 7 квітня 2014 року Присяжнюк був оголошений в розшук. 15 квітня 2014 року інформація про розшук Миколи Присяжнюка оприлюднена на сайті Міністерства внутрішніх справ України в розділі «особи, які переховуються від органів досудового розслідування». 16 травня 2014 року Генеральна прокуратура України повідомила про підозру Миколі Присяжнюку в незаконній приватизації приміщення по вулиці Хрещатик в Києві.
23 лютого 2016 року за стінами Генеральної прокуратури України відбувся мітинг з вимогою відновити розслідування кримінальних справ щодо колишнього міністра аграрної політики України (часів президента Віктора Януковича) Миколи Присяжнюка.

## Звання та нагороди
- 2009 — нагороджений орденом «За заслуги» ІІІ ступеня
- 2011 — нагороджений орденом «За заслуги» II ступеня
- 2014 — нагороджений орденом «За заслуги» I ступеня[14]
- 2005–2006 — голова правління та голова ради Національної асоціації виробників м'яса та м'ясопродуктів України
- 1998–2002 — голова правління міжнародного благодійного фонду «Від щирого серця», провів понад 60 благодійних акцій, надавши допомогу більш як 6 тисячам громадян. Брав участь у розробці соціальних програм з підтримки інтелектуально обдарованої молоді, формування економічної свідомості, розвитку молодого покоління[2].

## Особисте життя
Дружина — Тетяна Олександрівна (* 1968). Сини: Роман (* 1981), Микола (* 2006). Дочки: Христина (* 1988), Аліна (* 1998).